# بيوتر ماسوفسكي
بيوتر ماسوفسكي (بالبولندية: Piotr Masłowski) مواليد 20 فبراير 1988 في بوتسك، هو لاعب كرة يد بولندي يلعب كوسط مدافع. مثل منتخب بولندا لكرة اليد. حقق المركز الثالث في بطولة العالم لكرة اليد للرجال 2015.

## سجل المنافسة
شارك في البطولات التالية:
- بطولة العالم لكرة اليد للرجال 2015
- بطولة أوروبا لكرة اليد للرجال 2016

## الميداليات
| الميدالية | المسابقة                           |
| --------- | ---------------------------------- |
| برونزية   | بطولة العالم لكرة اليد للرجال 2015 |